# Rossia-24
Rossia-24  (în rusă Россия-24, transliterat: Rossiia-24, cu sensul de Rusia-24) este un post TV de știri de stat în limba rusă din Rusia. Acesta acoperă evenimente majore naționale și internaționale, dar se concentrează și pe probleme interne. Este deținut de VGTRK (Compania de radio și televiziune de stat din toată Rusia, în rusă Всероссийская государственная телевизионная и радиовещательная компания, ВГТРК). Este transmis non-stop de la Moscova. Editorul-șef al canalului este Evgheni Bekasov (din 2012).
Canalul Rossia-24 își propune aparent să ofere un contur amplu și imparțial al vieții în toate regiunile Rusiei, de la exclava sa europeană Kaliningrad până la Vladivostok din Orientul Îndepărtat. Canalul a fost numit Vesti TV până la 1 ianuarie 2010, când compania VGTRK și-a redenumit canalele.

## Istorie
De la începutul anilor 2000, conducerea Companiei de radio și televiziune de stat din toată Rusia (VGTRK), reprezentată de președintele său Oleg Dobrodeev, a avut intenția de a lansa un canal de știri pe baza Direcției de programe de informare a postului de televiziune Rossia-1 timp de câțiva ani.  Lucrările în această direcție au început în 2003, când fostul șef al programelor de informare NTV, TV-6 și TVS, Grigori Kricevski, care trebuia inițial să devină redactorul-șef al noului canal, s-a mutat la VGTRK. Totuși, din diverse motive, difuzarea acestuia a fost în permanență amânată. Până în 2006, Oleg Dobrodeev, împreună cu conducerea de vârf a Companiei de radio și televiziune de stat din Rusia, era deja implicat personal în proiectul canalului TV de știri. Principala activitate de pregătire a postului de televiziune pentru difuzare a fost finalizată la împlinirea a 15 ani de la prima ediție a emisiunii Vesti. La 13 mai 2006, la o întâlnire de la Soci cu ocazia împlinirii a 15-a aniversări a Companiei de Televiziune și Radiodifuziune de Stat a Rusiei, Oleg Dobrodeev l-a anunțat oficial pe președinte rus Vladimir Putin de intenția de a lansa un canal de știri.
La 1 iulie 2006, la ora 19:00, ora Moscovei, a început difuzarea prin satelit a canalului Vesti TV în pachetul TV de bază NTV-Plus. Difuzarea oficială a început cu o emisiune de știri găzduită de Anna Schneider. Dmitri Mednikov a fost numit primul redactor-șef al canalului, iar Igor Șestakov a fost numit producător șef.
La 1 ianuarie 2007 a început difuzarea postului TV în Rusia, la 7 februarie pe Coasta de vest a Statelor Unite ale Americii, la 19 mai 2008 în Serbia și la 9 octombrie 2008 în Kârgâzstan. Compania VGTRK din Crimeea a început să-l transmită la 10 martie 2014. 
Din 23 februarie 2020, în paralel cu difuzarea programelor, a doua jumătate a ecranului a fost ocupată de lista „Ne amintim de toți”, care includea aproximativ 12 milioane de oameni care au murit în Al Doilea Război Mondial. Numele au fost afișate în ordine alfabetică, de la cel mai mic grad militar până la cel mai înalt. Proiectul s-a încheiat la 8 mai, cu o zi înainte de aniversarea a 75 de ani de la Ziua Victoriei din Al Doilea Război Mondial.

## Controverse
Potrivit lui Leonid Krivenkov, fostul cameraman de studio al canalului, designul inițial al canalului Vesti TV, lansat în 2007, „a fost dezvoltat de psihologi[...] pentru a influența telespectatorii la nivel subconștient”.
După apariția canalului, majoritatea experților au spus că Rossia-24 este un proiect politic și va influența opinia publică înainte de alegerile parlamentare și prezidențiale din 2007 și 2008.
Pe fundalul încheierii alegerilor prezidențiale din Georgia în octombrie 2013, jurnalista postului de televiziune Natalia Litovko, a prezentat date false despre PIB-ul Georgiei, nivelul corupției din țară, rata șomajului.
La 1 martie 2014, postul de televiziune a difuzat o știre despre un presupus schimb de focuri la Simferopol, care arăta „militanți ucraineni” cu fețele acoperite și trupuri de soldați ruși zăcând nemișcați la pământ. Publicul a atras atenția asupra faptului că așa-zisele trupe „Bandera” prezentate în reportaj erau înarmate cu cele mai recente puști de asalt rusești din seria AK 100 (versiunea de export a AK74M, dezvoltată în 1994, folosită în mai multe țări CSI și în străinătate) și lansatoare de grenade  RG-94, iar sub „cadavre” nu existau urme de sânge pe camuflajul militar rusesc. Martori ai filmării reportajului - echipa de filmare a canalului TV tătar din Crimeea, ATR - au fost bătuți de persoane necunoscute. Potrivit jurnaliștilor tătari din Crimeea, de fapt nu au existat victime umane în urma presupusului schimb de focuri de la Simferopol.
Canalul Russia 24 a fost interzis în Ucraina, Republica Moldova, Regatul Unit și Uniunea Europeană ca urmare a invaziei ruse a Ucrainei din 2022. Canalul a susținut în mod fals că masacrul de la Bucea a fost pus în scenă și a sugerat că filmările cu actori care plasau manechine pe un platou de film din Sankt Petersburg ar fi soldați ucraineni care foloseau manechinele pentru a „le da drept cadavre”.
Din mai 2022, Regatul Unit și Australia au impus sancțiuni lui Evgheni Poddubni, unul dintre principalii corespondenți de război și propagandiști ai Rusiei-24.

## Sigle

Primul logo (ca Vesti, 2006–2007)
Al doilea logo (ca Vesti, 2007–2009)
Al treilea logo (2010–2011)